# Cameron Jackson (Pornodarsteller)
Cameron Jackson (* 16. Februar 1986 in Děčín, Ústecký kraj) ist ein tschechischer Pornodarsteller.

## Leben und Karriere
Nach seiner Schulzeit begann Jackson im Alter von 18 Jahren als Pornodarsteller in der tschechischen homosexuellen Pornoindustrie tätig zu werden. Als Darsteller war er in zahlreichen in Tschechien gedrehten und produzierten Pornofilmen zu sehen. Er wirkte auch in verschiedenen heterosexuellen, transsexuellen und bisexuellen Filmproduktionen mit. Von den Studios, für die er arbeitete, wurde Landon aufgrund seiner blonden Haare, seines schlanken Körpers und seiner hellen Haut als europäischer „Twink“ vermarktet. In seinen Duo-Szenen übernahm er zu Beginn seiner Karriere beim Analverkehr stets die „aktive“ Rolle, war später dann gelegentlich auch in der passiven Rolle als „Bottom“ zu sehen, wobei sein Unbehagen bei der Penetration auch vor der Kamera sichtbar wurde. Unter seine Filmen finden sich zahlreiche Bareback-Produktionen. Er erhielt zwei Preise der europäischen Pornoindustrie.
Jackson begann seine Karriere im Jahr 2004, als er von dem in der Tschechischen Republik arbeitenden US-Pornoregisseur William Higgins entdeckt wurde, und unter dem Namen „Krystof Nikolas“ u. a. in dessen Produktionen Airport Security, Educating Eda Rieger und Ice Dreams (alle 2005 veröffentlicht) mitwirkte. Mit seinem Wechsel zu größeren tschechischen Studios nahm er den Namen „Cameron Jackson“ an, den er aus den Nachnamen seiner beiden Lieblingsregisseure James Cameron und Peter Jackson zusammensetzte. Nach seinen Arbeiten für William Higgins gehörte er anschließend zu den bevorzugten Darstellern in den Twink-Filmen des tschechischen Regisseurs Dan Komar.
Cameron Jackson gehörte in der Folgezeit zu den herausragenden Darstellern in den tschechischen Produktionen des britischen Pornolabels Eurocreme und gilt als Schlüsselfigur für den Erfolg des Studios im Twink-Bereich. Er arbeitete für zahlreiche Produktlinien des Labels wie Raw, Bare, Punkz und Twinkz. Jacksons 23. Film, der für das Studio SauVage produzierte Film Wet Dream (2007) mit George Basten in der Hauptrolle, zählt mittlerweile zu den Klassikern von Pornofilmen im Twink-Bereich.
Außerdem gehörte Jackson zu den Darstellern des auf Twink Models spezialisierten europäischen Studios Staxus.
2005 gewann Jackson in Berlin in der Kategorie „Best Gay Actor“ den Erotixxx Award (Nachfolger des Venus Award) und nahm den Preis bei der Verleihungszeremonie auch persönlich entgegen. 2007 wurde er bei den European Gay Porn Awards in Amsterdam als „Best Actor“ ausgezeichnet. 2007 zog sich Jackson vom Pornogeschäft zurück.
Über Jacksons Privatleben ist nur wenig bekannt, Interviews mit ihm liegen nicht vor. Sein Model-Profil bei William Higgins von 2005 gibt Koch als seinen Beruf an und listet Fußball und Hockey als seine Hobbys. Jackson ist Kinofan. Sein Lieblingsschauspieler ist Brad Pitt, seine Lieblingsregisseure sind David Cameron und Peter Jackson. Der Regisseur Dan Komar, der häufig mit Jackson arbeitete und sich auch zu Jacksons sexueller Orientierung äußerte, hielt eine Homosexualität Jacksons für möglich, wertete Jacksons Pornoaktivitäten vor der Kamera jedoch auch als ein sexuelles Ausprobieren am Ende seiner Teenager-Zeit. Auch Jacksons Staxus-Profil schließt eine Tätigkeit als Gay-for-Pay-Darsteller nicht aus. Nach Beendigung seiner Pornokarriere zog Jackson 2007 nach Amsterdam und war in der dortigen Staxus-Niederlassung als Lagermitarbeiter tätig.

## Filmografie (Auswahl)
- 2004: Bare Hotel
- 2004: Bareback Adventure
- 2004: Formula 69
- 2004: Raw Luck
- 2004: News Hawks
- 2004: Natural Wonders Superstars 8
- 2004: Transsexual Beauty Queens 26
- 2004: Transsexual Beauty Queens 24
- 2005: Airport Security
- 2005: Bare Adventure
- 2005: Bare Balls
- 2005: Bare Encounters
- 2005: Bareback Fly Boys
- 2005: Bareback Twink Pack
- 2005: Bareback Twink Squat
- 2005: Bareback Twink Street
- 2005: Educating Eda Rieger
- 2005: Hard Riders
- 2005: Hey, Dude…Wanna a Blow Job?
- 2005: Ice Dreams
- 2005: Inside Jirka Gregor
- 2005: Just Bareback, Boys Like It (Blind Eye)
- 2005: Oral Sensations Volume 1
- 2005: Raw Rescue
- 2005: Raw Tricks
- 2005: Soldier Boy
- 2005: Virgin Tales 2
- 2005: Wank in the Woods
- 2006: Bare Chat
- 2006: Bareback Gym Buddies
- 2006: Boys in the Snow
- 2006: Boys of Summer
- 2006: Raw Regret
- 2006: Raw Times
- 2006: World Soccer Orgy 1
- 2006: World Soccer Orgy 2
- 2007: Eurocreme Model Collection 01: Cameron Jackson
- 2007: Cockpit Cum Boys
- 2007: Dream Ticket
- 2007: Raw Heroes
- 2007: Wet Dream

## Preise und Auszeichnungen
- 2005: Erotixxx Award in Berlin[16]
- 2007: European Gay Porn Awards in Amsterdam